# Fernando Morientes
Fernando Morientes Sánchez (* 5. April 1976 in Cáceres) ist ein ehemaliger spanischer Fußballspieler.

## Karriere

### Vereine
Bereits mit 17 Jahren spielte der kopfballstarke Stürmer bei Albacete Balompié in der Primera División, Spaniens höchster Liga. Zwar absolvierte er in seiner ersten Saison nur zwei Ligaspiele, doch bereits in der folgenden Spielzeit (1994/95) hatte er es zum Stammspieler gebracht. In 20 Saisonspielen erzielte er fünf Tore, doch Albacete musste absteigen. Da Morientes weiter erstklassig spielen wollte und das Talent auf sich aufmerksam gemacht hatte, wechselte er 1995 zu Real Saragossa.
Sein dortiger Einstand hätte kaum besser ausfallen können: gleich in seinem ersten Ligaspiel gelangen ihm zwei Tore. In den folgenden beiden Saisons machte er durch eine gute Torausbeute von sich reden. In seiner ersten Saison gelangen ihm 13 Tore, in der nächsten Saison schon 15. Durch diese Leistungen lenkte er die Aufmerksamkeit der spanischen Topvereine auf sich. Das Rennen um den umworbenen Mittelstürmer, an dem sich unter anderem der FC Barcelona und Atlético Madrid beteiligten, machte schließlich Rekordmeister Real Madrid.
Der Hauptstadtklub, trainiert vom deutschen Trainer Jupp Heynckes, ließ sich den Jungstürmer knapp sechs Millionen Euro kosten – eine Investition in die Zukunft, denn Morientes sollte langfristig Mittelstürmer Davor Šuker ersetzen. Es gelang ihm schnell Šuker aus der Stammelf zu verdrängen, denn mit zwölf Treffern in 33 Begegnungen, von denen er nur 17 von Beginn an bestritt, avancierte er zum erfolgreichsten Real-Stürmer. Am Ende der Saison gelang ihm mit dem Verein sein erster großer Erfolg, als Real das Finale der Champions League mit 1:0 gegen Juventus Turin gewann. In der Folgesaison machte der Stürmer bei Real ein kleines Formtief durch. Unter Heynckes-Nachfolger Guus Hiddink war er oft nur zweite Wahl. Das änderte sich erst mit dem Trainerwechsel zu John Toshack. Der Waliser baute auf Morientes, der das Vertrauen rechtfertigte, indem er in 15 Spielen 15 Tore erzielte und hinter Raúl erfolgreichster Torschütze der „Königlichen“ war. Real verlängerte den Vertrag mit dem Goalgetter und schrieb seine Ablösesumme auf 85 Millionen Euro fest. Im Jahr 2000 gewann er wiederum die Champions League, diesmal wurde der FC Valencia mit 3:0 besiegt, Morientes erzielte das wichtige 1:0. 2001 wurde Real spanischer Fußballmeister und 2002 gewann Morientes zum dritten Mal die Champions League, diesmal wurde Bayer 04 Leverkusen mit 2:1 geschlagen. Seine zweite Meisterschaft mit Real im Sommer 2003 war sein vorerst letzter Titelgewinn.
Doch Real hatte ein Jahr zuvor Ronaldo verpflichtet und Morientes war hinter Ronaldo und Raúl nur noch Stürmer Nummer 3, weshalb er nach der Saison 2002/03 zum AS Monaco ausgeliehen wurde. Morientes schoss die Monegassen mit seinen Toren ins Champions-League-Finale 2004 (unter anderem traf er im Viertelfinale gegen Real Madrid in beiden Spielen und warf damit seinen alten Verein aus dem Wettbewerb) und wurde mit neun Treffern auch Torschützenkönig der Champions League 2003/2004. Die Madrilenen holten Morientes nach dieser eindrucksvollen Saison zurück nach Spanien. Hier spielte er wieder mit seinem Freund Raúl zusammen, allerdings nur für ein halbes Jahr, bevor er bereits zur Winterpause für 8,6 Millionen Euro zum FC Liverpool verkauft wurde. Bei Madrid kam er nicht über eine Reservistenrolle hinaus.
Doch auch bei Liverpool, unter Trainer Rafael Benítez, fand er seine Topform nicht mehr wieder und kam mit der Spielweise in der Premier League nicht zurecht. In eineinhalb Jahren gelangen ihm nur acht Ligatore und er verließ England wieder.

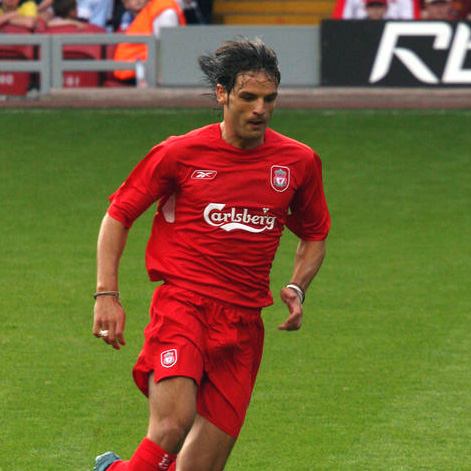
Morientes 2005 im Trikot des FC Liverpool

Im Mai 2006 wechselte Morientes für eine Ablösesumme von ca. 3,1 Mio. Euro zurück nach Spanien zum FC Valencia, da er an der Anfield Road nicht überzeugen konnte. Dort fand er zu seiner Form zurück und erzielte Tore in Meisterschaft und Champions League. In der Saison 2008/09 kam er in der Liga nur noch sporadisch, meist als Joker, zum Einsatz. Nachdem sein Vertrag beim FC Valencia ausgelaufen war, wechselte er zum französischen Topklub Olympique Marseille. Anfang Juli 2010 wurde sein Vertrag bei Marseille vorzeitig aufgelöst.
Am 31. August 2010 beendete Fernando Morientes seine Karriere.
Im Januar 2015 unterschrieb er beim Madrider Amateurverein DAV Santa Ana, für den er am 25. Januar 2015 in der 1ª Regional Madrid G 1 gegen den CD Recuerdo sein Comeback gab.

### Nationalmannschaft
Morientes stand im Aufgebot der Spanier für die Olympischen Spiele 1996, wo er mit seiner Mannschaft im Viertelfinale ausschied. Sein erstes Spiel für die A-Nationalmannschaft Spaniens machte er gegen Schweden am 25. März 1998 unter Javier Clemente. Innerhalb von fünf Minuten erzielte er in diesem Spiel zwei Tore. Bei der WM 1998 traf er zweimal, bei der WM 2002 sogar dreimal. Für die EM 2000 wurde Morientes von Trainer José Antonio Camacho nicht berücksichtigt. Bei der EM 2004 stand er wieder im Kader und schoss auch das einzige Stürmertor der ansonsten enttäuschenden Spanier. Insgesamt erzielte er für Spanien in 47 Spielen 27 Tore und ist damit der dritterfolgreichste Schütze der Verbandsgeschichte. Für die WM 2006 und die EM 2008 wurde er von Nationaltrainer Luis Aragonés nicht mehr berufen.

### Trainerkarriere
Nach dem Ende seiner Spielerkarriere wurde er im Januar 2012 Jugendtrainer des Huracán Valencia CF, bevor er im Juli 2012 als Jugendtrainer zu Real Madrid zurückkehrte.

## Erfolge/Titel
Mit seinen Vereinen
- Weltpokal: 1998, 2002
- Spanischer Supercup: 1997, 2001
- UEFA Champions League: 1997/98, 1999/2000, 2001/02
- Spanischer Meister: 2000/01, 2002/03
- UEFA Super Cup: 2002, 2005
- Englischer Pokal: 2005/06
- Spanischer Pokal: 2007/08

 Individuelle Erfolge/Ehrungen 
- UEFA Stürmer des Jahres: 2004
- Torschützenkönig der UEFA Champions League: 2003/04

## Karrierestatistik
| Verein              | Liga             | Saison          | Liga   | Liga | Nat. Pokal | Nat. Pokal | Europapokal | Europapokal | Andere | Andere | Gesamt | Gesamt |
| Verein              | Liga             | Saison          | Spiele | Tore | Spiele     | Tore       | Spiele      | Tore        | Spiele | Tore   | Spiele | Tore   |
| ------------------- | ---------------- | --------------- | ------ | ---- | ---------- | ---------- | ----------- | ----------- | ------ | ------ | ------ | ------ |
| Albacete Balompié   | Primera División | 1993/94         | 2      | 0    | –          | –          | –           | –           | –      | –      | 2      | 0      |
| Albacete Balompié   | Primera División | 1994/95         | 20     | 5    | 6          | 2          | –           | –           | –      | –      | 26     | 7      |
| Gesamt              | Gesamt           | Gesamt          | 22     | 5    | 6          | 2          | –           | –           | –      | –      | 28     | 7      |
| Real Saragossa      | Primera División | 1995/96         | 29     | 13   | 3          | 3          | 5           | 2           | –      | –      | 37     | 18     |
| Real Saragossa      | Primera División | 1996/97         | 37     | 15   | 3          | 1          | –           | –           | –      | –      | 40     | 16     |
| Gesamt              | Gesamt           | Gesamt          | 66     | 28   | 6          | 4          | 5           | 2           | –      | –      | 77     | 34     |
| Real Madrid         | Primera División | 1997/98         | 33     | 12   | 2          | 0          | 10          | 4           | –      | –      | 45     | 16     |
| Real Madrid         | Primera División | 1998/99         | 33     | 19   | 5          | 6          | 4           | 0           | 1      | 0      | 43     | 25     |
| Real Madrid         | Primera División | 1999/00         | 29     | 12   | 5          | 0          | 14          | 6           | 3      | 1      | 51     | 19     |
| Real Madrid         | Primera División | 2000/01         | 22     | 6    | 1          | 0          | 8           | 4           | 1      | 0      | 32     | 10     |
| Real Madrid         | Primera División | 2001/02         | 33     | 18   | 5          | 0          | 11          | 3           | 2      | 0      | 51     | 21     |
| Real Madrid         | Primera División | 2002/03         | 19     | 5    | 2          | 1          | 7           | 0           | –      | –      | 28     | 6      |
| Real Madrid         | Primera División | 2003/04         | 1      | 0    | –          | –          | –           | –           | –      | –      | 1      | 0      |
| Gesamt              | Gesamt           | Gesamt          | 170    | 72   | 20         | 7          | 54          | 17          | 7      | 1      | 251    | 97     |
| AS Monaco           | Ligue 1          | 2003/04         | 28     | 10   | 2          | 3          | 12          | 9           | –      | –      | 42     | 22     |
| Gesamt              | Gesamt           | Gesamt          | 28     | 10   | 2          | 3          | 12          | 9           | –      | –      | 42     | 22     |
| Real Madrid         | Primera División | 2004/05         | 13     | 0    | 2          | 1          | 6           | 2           | –      | –      | 21     | 3      |
| Gesamt              | Gesamt           | Gesamt          | 13     | 0    | 2          | 1          | 6           | 2           | –      | –      | 21     | 3      |
| FC Liverpool        | Premier League   | 2004/05         | 13     | 3    | –          | –          | –           | –           | 2      | 0      | 15     | 3      |
| FC Liverpool        | Premier League   | 2005/06         | 28     | 5    | 5          | 1          | 10          | 3           | 3      | 0      | 46     | 9      |
| Gesamt              | Gesamt           | Gesamt          | 41     | 8    | 5          | 1          | 10          | 3           | 5      | 0      | 61     | 12     |
| FC Valencia         | Primera División | 2006/07         | 24     | 12   | 3          | 0          | 10          | 7           | –      | –      | 37     | 19     |
| FC Valencia         | Primera División | 2007/08         | 22     | 6    | 1          | 1          | 8           | 1           | –      | –      | 31     | 8      |
| FC Valencia         | Primera División | 2008/09         | 20     | 1    | 6          | 2          | 7           | 3           | 1      | 1      | 34     | 7      |
| Gesamt              | Gesamt           | Gesamt          | 66     | 19   | 10         | 3          | 25          | 11          | 1      | 1      | 102    | 34     |
| Olympique Marseille | Ligue 1          | 2009/10         | 12     | 1    | 2          | 0          | 5           | 0           | –      | –      | 19     | 1      |
| Gesamt              | Gesamt           | Gesamt          | 12     | 1    | 2          | 0          | 5           | 0           | –      | –      | 19     | 1      |
| Karriere Gesamt     | Karriere Gesamt  | Karriere Gesamt | 418    | 143  | 53         | 21         | 117         | 44          | 13     | 2      | 601    | 210    |